# Arroyo del Pedregal
Der Arroyo del Pedregal ist ein Fluss in Uruguay.
Er entspringt am Westrand von Juan José Castro. Von dort verläuft er auf dem Gebiet des Departamento Flores in zunächst nordwestliche Richtung und unterquert dabei die Ruta 14. Sodann ändert er seine Fließrichtung nach Norden. Er mündet schließlich als rechtsseitiger Nebenfluss nordwestlich von Juan José Castro und nordöstlich von Trinidad in den Arroyo Porongos.